# Операция «Нахшон»
Опера́ция «Нахшо́н» (ивр. מבצע נחשון‎) — широкомасштабная военная операция вооружённых сил еврейского ишува Эрец-Исраэль периода Войны за независимость Израиля 1948—1949 по прорыву блокады Иерусалима и зачистке иерусалимского коридора. Продолжалась с 3 апреля по 15 апреля 1948. Первая операция по плану «Далет».
Проходила в присутствии готовившихся покинуть Палестину частей английской армии. В отдельных случаях англичане помогали одной из сторон (обстрел двумя английскими броневиками атакующих арабов, участие примерно 15 английских дезертиров в битве за Кастель на стороне арабов).

## Причины
С ноября 1947 года движение машин по участку Шар-хаГай — Иерусалим было очень опасным. Местные арабы создавали на шоссе завалы, а их стрелки, засевшие на вершинах холмов обстреливали подошедшие колонны автомобилей и сжигали их. Прорываться приходилось с боями и обязательными тяжёлыми людскими потерями. Один за другим был разгромлены конвои автомобилей вышедших из Атарот, Хар-Тув, Нэве-Даниэль, Йехиам. Последним было поражение у деревни Хульда, после него прекратилось снабжение Иерусалима, так как в начале марта 1948 года силы арабской Армии Священной Войны под командованием Абд аль-Кадир аль-Хусейна при поддержке местного арабского населения и присоединившихся к ним английских дезертиров полностью блокировали Иерусалим. В осаждённом городе из-за нехватки продовольствия была введена система нормирования продуктов питания.
Лидер ишува Давид Бен-Гурион (в то время ответственный за оборону) принял решение — ввести в действие план «Далет» и в его рамках начать операцию по снятию блокады с Иерусалима, что позволило бы доставить необходимые товары и подмогу в город.

## Силы и позиции сторон
Со стороны ишува в операции принимала основное участие сводная бригада из трёх батальонов бригад Александрони, Голани и Гивати общей численностью 1440 человек. Командование было возложено на Шимона Авидана командира бригады Гивати.
Иерусалимская Эциони которой командовал Давид Шалтиэль подключилась через несколько дней после начала операции.

## Ход операции
Операцию можно условно разделить на три этапа:
1. Подготовительные действия, зачистка шоссе и проводка конвоев.
2. Захват Хаганой треугольника Кастель — Колонья — Дир-Ясин и последующее его оставление.
3. Окончательный захват указанных деревень.

Битву за деревню Кастель принято называть переломным моментом как в операции Нахшон, так и в целом в Войне за Независимость. Иногда саму эту битву называют «малым Нахшоном».

### Битва за Кастель
Деревня Кастель в начале и при планировании операции Нахшон не рассматривалась как цель или значимый объект. Вместе с тем, и арабам и евреям в определённый момент стало понятно, что она является ключом (или, правильнее сказать, одним из ключей) к контролю над всем Иерусалимским шоссе. В результате силы Хаганы и ПАЛЬМАХа с одной стороны и арабские силы под командованием Абда аль-Кадир аль-Хусейни с другой завязали тяжёлые бои за деревню и несколько позиций вокруг и внутри неё, которые несколько раз переходили из рук в руки. В результате евреи деревню захватили. Арабы в течение нескольких дней контратаковали, добившись успехов, но по состоянию на утро 8 апреля все ещё не контролируя деревню целиком. Тогда родился план осуществить взрыв мощной мины и таким образом разрушить командный пункт еврейских сил. Бомба была доставлена, но сапёры погибли на обратном пути и устройство удалось обезвредить.
Утром 8 апреля Абд аль-Кадир аль-Хусейни вошёл в деревню в сопровождении двух своих солдат и в результате случайности напоролся на еврейский опорный пункт (вместо того, чтобы выйти к своим), около которого был застрелен. Его смерть стала катализатором событий — думая, что их командир пленён, арабы устроили массовую атаку и овладели деревней.
Через несколько дней, впрочем, они почти все оставили её по неустановленной до сих пор причине (есть версия, что из-за опасений окружения после взятия евреями Дир-Ясина). Кастель была занята Хаганой и ПАЛЬМАХом, что означало важный успех.

## Арабские населённые пункты, захваченные в ходе операции «Нахшон»
| Название                           | Дата                                 | Арабские части     | Еврейские части                | Население                 |
| ---------------------------------- | ------------------------------------ | ------------------ | ------------------------------ | ------------------------- |
| Аль-Кастал (Кастель)               | 3 — 9 апреля 1948                    | нерегулярные       | Пальмах                        | 90                        |
| Дейр-Мухейсин                      | 6 апреля 1948                        | нет данных         | нет данных (без сопротивления) | 460                       |
| Хульда                             | 6 апреля 1948                        | n/a                | Хагана, батальон (без боев)    | 280                       |
| Сейдин (Saydun)                    | 6 апреля 1948                        | нет данных         | нет данных                     | 460                       |
| Дейр-Ясин                          | 9 April 1948                         | до 100 вооруженных | Иргун, Лехи, 120               | 610                       |
| Калуния (Qalunya)                  | 11 апреля 1948                       | нет данных         | Пальмах                        | 1260, включая 350 евреев  |
| Бейт Накуба Bayt Naqquba)          | 11 апреля 1948                       | нет данных         | Пальмах, Хагана                | 240                       |
| Сарис (Saris)                      | 13 апреля 1948                       | нет данных         | Хагана                         | 560                       |
| Хирбат Бейт Фар (Khirbat Bayt Far) | первая половина апреля 1948          | нет данных         | Хагана                         | 300                       |
| Дейр Аюб (Dayr Ayyub)              | первая половина апреля 1948 (дважды) | нет данных         | нет данных                     | 320                       |
| Вади Ханьян (Wadi Hunayn)          | 17 апреля 1948                       | нет данных         | бригада Гивати                 | 3380, включая 1760 евреев |
| Бейт Тул (Bayt Thul)               | нет данных                           | нет данных         | нет данных                     | 260                       |

Источники :
- Валид Халиди[англ.]*[4]
- Бенни Моррис [5].
- Иегуда Лапидот[англ.][3]

Абд эль-Кадер эль-Хусейни был похоронен в Иерусалиме. Его смерть нанесла серьёзный психологический урон арабской стороне, так как он был не только удачливым военным командиром, но и членом клана, олицетворявшего единство арабских военных формирований и духовных властей (родственник Абда был муфтием Иерусалима).

## Интересные факты
Считается, что операция носит имя библейского героя Нахшона сына Аминадава, главы колена Иегуды в период Исхода евреев из Египта. 
 На самом деле, она названа так в честь Нахума Шошани, командира Пальмах, погибшего в районе Иерусалима всего за несколько дней до начала операции. В подполье у него была кличка «Нахшон» (имя Нахшон, в одном из своих значений —  «упорный»).